# 博霍羅迪茨凱 (斯瓦托韋區)
49°43′22″N 38°7′31″E / 49.72278°N 38.12528°E
博霍羅迪茨凯（烏克蘭語：Богородицьке）是位於烏克蘭東部的村莊，由盧甘斯克州斯瓦托韋區的特羅伊茨凱市鎮負責管轄。該村始建於1863年，面積5.3平方公里，海拔高度162米，2001年人口22，人口密度每平方公里4.2人。